# Lucía Lagunes Huerta
Lucía Lagunes Huerta (Naolinco, Veracruz, México, 15 de diciembre de 1965)  es una periodista feminista y socióloga mexicana especializada en perspectiva de género, periodismo no sexista, Derechos Humanos, salud, trabajo e infancia. Después de trabajar en diversos proyectos en 2005 asumió la dirección de Comunicación e Información de la Mujer (CIMAC) y de la agencia de noticias Cimacnoticias. Lagunes además es cofundadora de la Red Nacional de Periodistas (México) y co-coordinadora de la Red Internacional de Periodistas con Visión de Género. Forma parte del Consejo Asesor de la Sociedad Civil de ONU Mujeres-México y del Consejo para Prevenir y Erradicar la Discriminación de la Ciudad de México.

## Trayectoria
Es licenciada en Periodismo por la SEP y egresada de la carrera de Sociología de la Escuela de Estudios Profesionales, Acatlán, de la Universidad Nacional Autónoma de México (UNAM) y realizó un diplomado sobre Los Derechos Humanos en las Nuevas Reformas Constitucionales de México en la Universidad Autónoma de la Ciudad de México.
Se formó en el diario La Jornada, se incorporó en 1991. Allí trabajó durante 13 años como reportera y asistente de los suplementos Doblejornada y La Jornada Niños editado por el periódico La Jornada. 
En 1997 obtuvo el tercer puesto del premio Nacional de Periodismo Rosario Castellanos.
Socia de CIMAC desde 1991. En 2005 asumió la Dirección de CIMAC organización de la que fue socia fundadora y de la agencia cimacnoticias en la que había trabajado como reportera.
También ha colaborado en la sección de cultura y ciencia del periódico el Financiero, en la revista especializada en adicciones Liberaddictus, las revistas políticas Encuentro y Meridiano 99.  Es creadora de las columnas "Zona de Reflexión" y "Transgresoras" y comentarista en Radio Universidad de Puerto Vallarta. Forma parte del Consejo Asesor de la Sociedad Civil de ONU Mujeres-México y del Consejo para Prevenir y Erradicar la Discriminación de la Ciudad de México.
De 2003 a 2007 fue conductora titular del programa semanal de radio Público y Privado, que se transmitió por las frecuencias del Instituto Mexicano de la Radio, reconocido en 2005 por ser uno de los programas más escuchados de la Radio Ciudadana.  En 2005 fue conductora invitada para los proyectos especiales de Canal once Mujeres en movimiento y en 2007 Porqué las Mujeres Cuentan 2007.  Es también directora Editorial de la Revista Equivalencia Parlamentaria, publicación realizada conjuntamente con CIMAC y la Comisión de Equidad y Género de la Cámara de Diputados. 
Activista en el periodismo de género, es una de las coordinadoras de la Red Internacional de Periodismo con Visión de Género de la que fue impulsora en Morelia, Michoacán.

### Situación de las mujeres periodistas en México
En 1995 elaboró, para la delegación oficial mexicana a la IV conferencia Mundial Sobre la Mujer, la investigación sobre los estereotipos de las mujeres en las secciones de sociales en la prensa mexicana y desarrollo la investigación sobre condiciones de trabajo de las periodistas mexicanas. 
Desde entonces ha trabajado en este tema especialmente a partir de 2005 cuando asume la dirección de CIMAC. 
En 2006 realizó el monitoreo sobre participación política de las mujeres y su reflejo en los medios impresos.
En 2012 presentó el Informe Diagnóstico Violencia contra Mujeres Periodistas México 2010-2011,  informe reportando desde el 2005 al 2011 94 agresiones con la constante de la censura a la libertad de expresión e impunidad, generando como resultado desde la violencia laboral hasta feminicidios. Desde entonces CIMAC presenta informes periódicos sobre este tema. 
En 2015 Lagunes recibió el VI Premio Internacional de Libertad de Prensa 2015 de la Universidad de Málaga en el que se destaca la dilatada dedicación de Lagunes al frente de Cimac en la defensa de las mujeres periodistas en situaciones de alto riesgo.

## Feminismo y trabajo en red
Lagunes es cofundadora de la Red Nacional de Periodistas en 1995 que en 2014 está formada por más de 3000 mujeres y hombres de México, la Red de Periodistas de México Centroamérica y El Caribe, de la Red Internacional de Periodistas con Visión de Género creada en 2005 e integrada por 36 países y de la Red Latinoamericana de Periodistas. Estas redes han hecho posible -recuerda Lagunes- que el tema de los Derechos Humanos y las mujeres y los derechos a una vida libre de violencia estén en los medios de comunicación.
Militante feminista desde su época estudiantil considera que a causa del tiempo tan individualista que te rompe y rompe el tejido social el ser feminista tiene más sentido que nunca y resulta clave trabajar en red. Es para la periodista -dice- una forma de vida, una filosofía y una práctica además de un desafío. "Ser feminista -explica- es la posibilidad de seguir construyéndome en libertad pero también ir generando las condiciones para que otras mujeres se construyan en libertad. El feminismo no es solamente un asunto subjetivo individual, el feminismo es colectivo. En la medida que eso ocurre la humanidad va cambiando y va logrando mejores condiciones de vida."

## Premios y reconocimientos
- 2009 Mujeres Invirtiendo en Mujeres, de la organización Semillas
- 2011 Medalla Omecíhuatl del Instituto de las Mujeres del Distrito Federal[7]
- 2014 Premio de la Red de Mujeres Periodistas de Tamaulipas (RMPT)[8]
- 2015 VI Premio Internacional de Libertad de Prensa 2015. Universidad de Málaga

## Publicaciones
Ha sido directora editorial de diversas publicaciones, entre ellas:
- Mujeres muy políticas
- Las Mujeres en el crimen organizado. Narcotráfico y secuestro. ¿Tema de información y disertación periodística? 2009.[9]
- Manual Hacia la Construcción de un Periodismo No Sexista, CIMAC/UNESCO